# Nimbaphrynoides occidentalis
Nimbaphrynoides occidentalis är en groddjursart som först beskrevs av Angel 1943.  Nimbaphrynoides occidentalis ingår i släktet Nimbaphrynoides och familjen paddor. IUCN kategoriserar arten globalt som akut hotad. Inga underarter finns listade i Catalogue of Life.